# کوریون خورشودیان
کوریون خورشودیان ارمنی: Կորյուն Խուրշուդյան ۱۸ مهٔ ۱۹۱۱ - ۱۹۹۶) اقتصاددان اهل ارمنستان بود.

## زندگی‌نامه
در	۱۸ مهٔ ۱۹۱۱ به دنیا آمد . وی همچنین برنده اقتصاددان شایسته ارمنستان شوروی () شده‌است. وی در ۱۹۹۶ در سن ۸۵ سالگی در ایروان درگذشت.